# Beckenried
Beckenried (toponimo tedesco) è un comune svizzero di 3 749 abitanti abitanti del Canton Nidvaldo.

## Geografia fisica

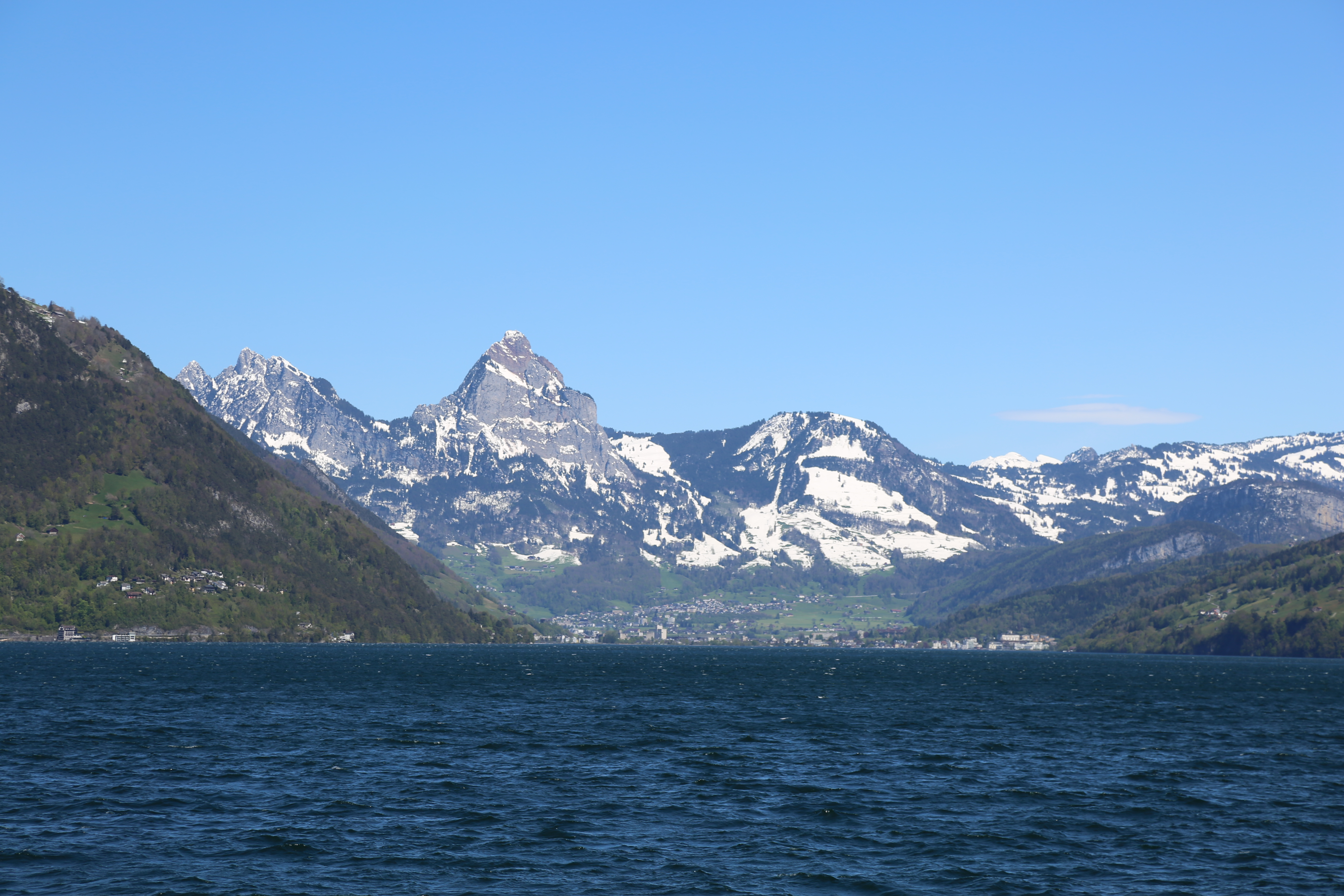
Il lago dei Quattro Cantoni presso Beckenried; sullo sfondo, i monti Mythen

Il territorio del comune di Beckenried si estende tra la sponda meridionale del lago dei Quattro Cantoni e il pendio della Klewenalp.

## Storia
Il comune politico di Beckenried è stato istituito nel 1850.

## Monumenti e luoghi d'interesse
- Chiesa parrocchiale cattolica di Sant'Enrico, attestata dal 1323 e ricostruita nel 1792-1807 da Niklaus Purtschert[3].

## Società

### Evoluzione demografica
L'evoluzione demografica è riportata nella seguente tabella:
Abitanti censiti

## Geografia antropica

### Frazioni
Le frazioni di Beckenried sono:
- Dorf
- Klewenalp
- Niederdorf
- Oberdorf

## Economia

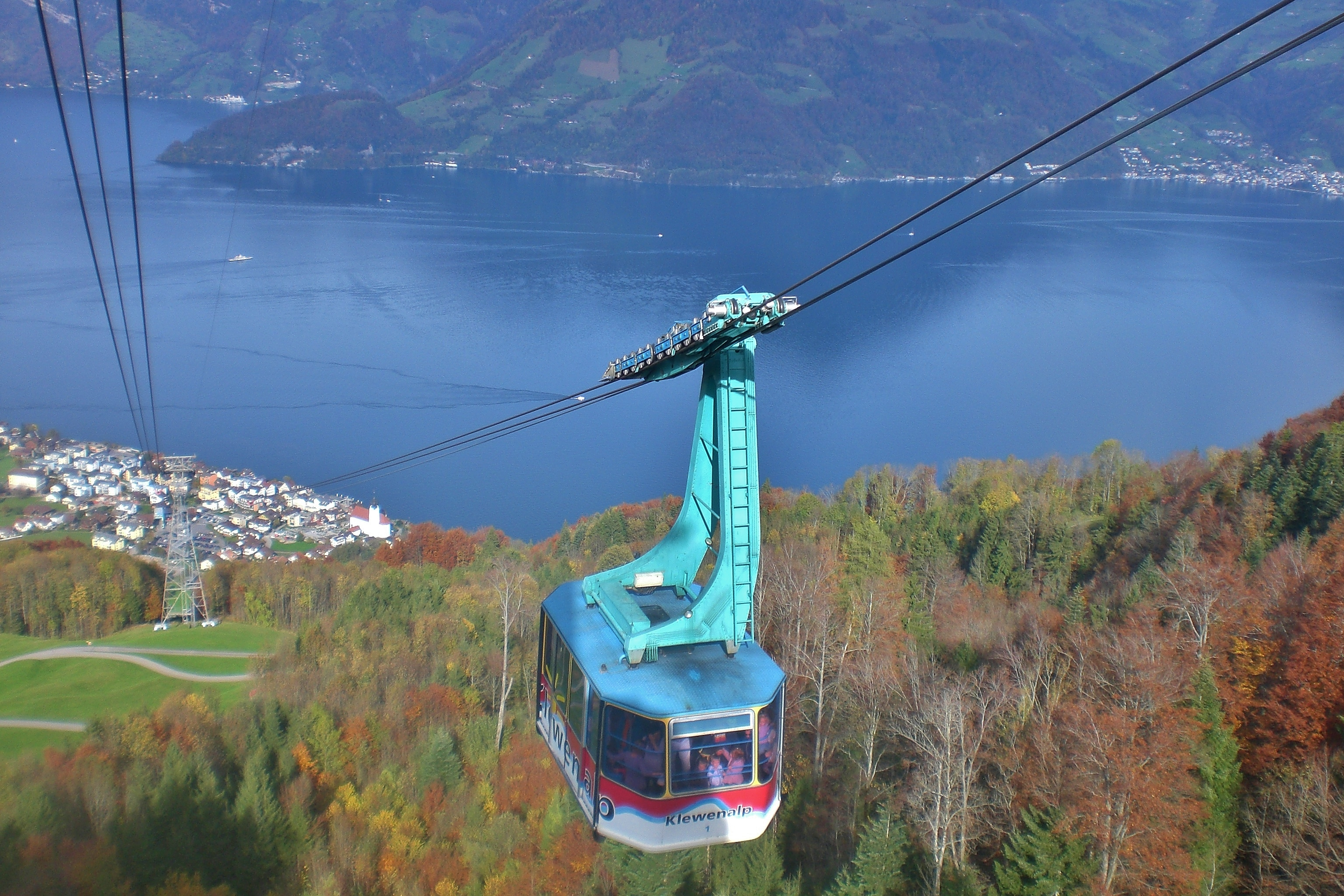
La funivia Beckenried-Klewenalp

Dalla seconda metà del XIX secolo Beckenried è una località villeggiatura estiva; l'apertura della funivia che la collega all'alpe Klewenalp (1933) ha reso possibile lo sviluppo anche del turismo invernale. L'economia locale si basa prevalentemente sul settore terziario e sul pendolarismo in uscita.

## Infrastrutture e trasporti

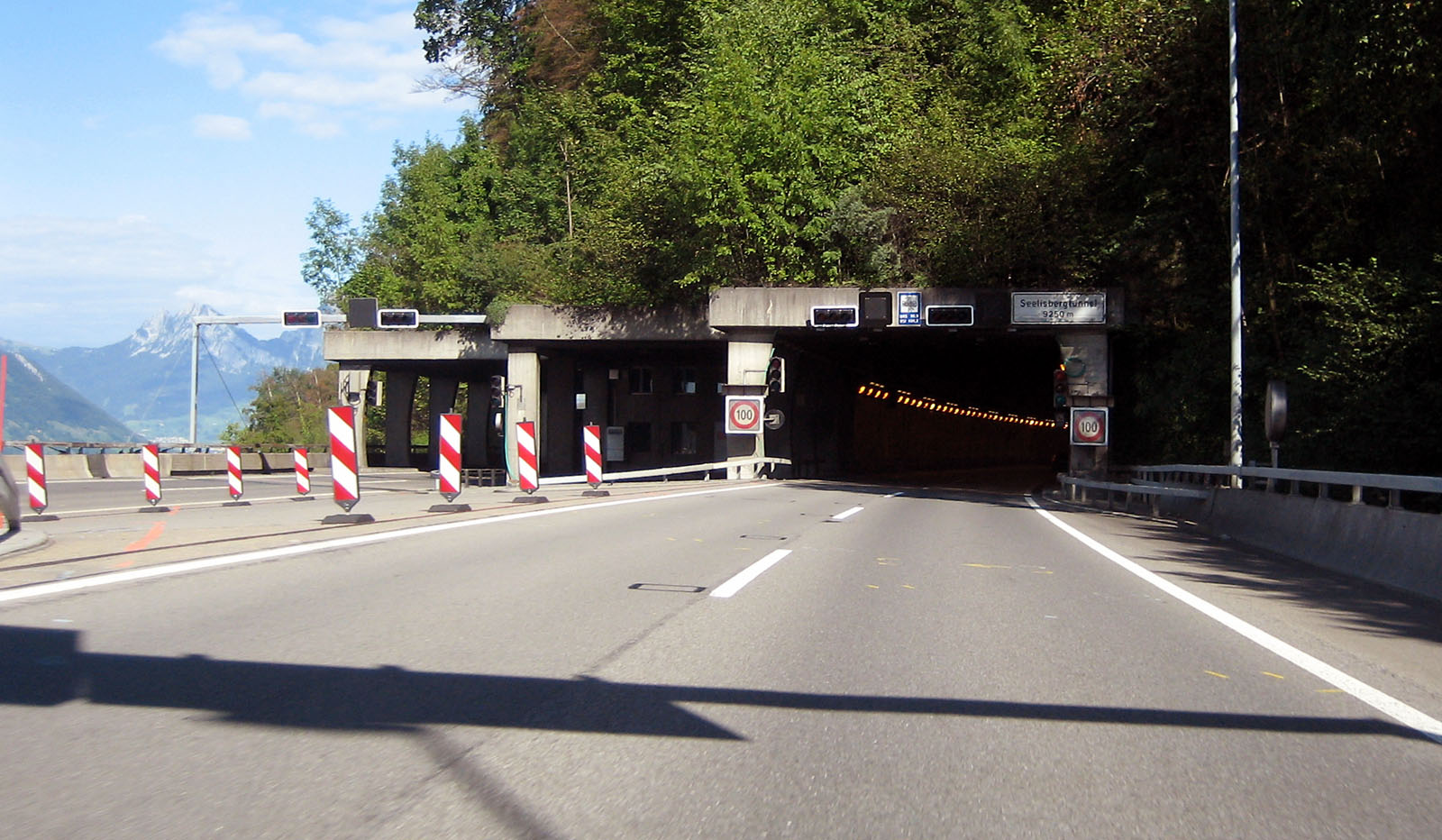
Il portale nord della galleria di Seelisberg lungo l'autostrada A2

Beckenried è servito dall'omonima uscita dell'autostrada A2 e sul suo territorio si trova il portale nord della galleria di Seelisberg; il comune è servito anche dalla Compagnia di navigazione del lago dei Quattro Cantoni.